# 第一代雷丁侯爵魯弗斯·艾薩克斯
第一代雷丁侯爵魯弗斯·艾薩克斯（英語：Rufus Isaacs, 1st Marquess of Reading，1860年10月10日—1935年12月30日），1926年之前稱雷丁伯爵（Earl of Reading），是一名猶太裔英國政治人物，英國自由黨的成員。
1913年至1921年，艾薩克斯是英格蘭及威爾斯首席法官。1921年他被指派為印度總督，1926年返回英國並受封雷丁侯爵。1931年曾在首相拉姆齊·麥克唐納任內短暫擔任外交大臣與上議院領袖。他有一個兒子，第二代侯爵傑洛德·艾薩克斯（Gerald Isaacs, 2nd Marquess of Reading）。